# Aribert Reimann
Aribert Reimann (Berlim, 4 de março de 1936 – 13 de março de 2024) foi um compositor, pianista e acompanhante alemão, conhecido especialmente por suas óperas literárias. Sua versão do Rei Lear de Shakespeare, a ópera Lear, foi escrita por sugestão de Dietrich Fischer-Dieskau, que cantou o papel-título. Sua ópera Medea, inspirada na peça teatral de Grillparzer, estreou em 2010 na Ópera Estatal de Viena. Ele foi um professor de Lied contemporâneo em Hamburgo e Berlim. Em 2011, ele recebeu o Prêmio Ernst von Siemens de Música pelo trabalho de sua carreira.

## Vida e carreira
Reimann nasceu em Berlim. Estudou composição, contraponto e piano na Escola de Música de Berlim com Boris Blacher e Ernst Pepping, entre outros. Durante seus estudos, ele trabalhou como acompanhante na Ópera Alemã de Berlim.  Suas primeiras apresentações como pianista e acompanhante foram em 1957. No início dos anos 1970, ele se tornou membro da Academia de Artes da Alemanha em Berlim. Ele foi professor de Lied contemporâneo na Escola de Música de Hamburgo de 1974 a 1983, e Escola de Artes de Berlin de 1983 a 1998.
Além de seu trabalho como compositor e professor de música, Reimann é co-editor e pianista da série de CDs Edition Zeitgenössisches Lied (canção contemporânea) da gravadora Orfeo, edição, juntamente com Axel Bauni.
A reputação de Reimann como compositor aumentou muito com várias grandes óperas literárias, incluindo Lear e Das Schloß. Além disso, escreveu música de câmara, obras orquestrais e canções. Ele foi homenageado várias vezes, incluindo a Grã-Cruz do Mérito da República Federal da Alemanha e a Ordem do Mérito de Berlim.
Convidado por Walter Fink, foi o sétimo compositor apresentado no Komponistenporträt anual do Festival de Música de Rheingau em 1997, em canções e música de câmara com o Quarteto Auryn, tocando ele próprio piano.
A sua obra comissionada, Cantus for Clarinet and Orchestra, dedicada ao clarinetista e compositor Jörg Widmann, foi estreada a 13 de Janeiro de 2006, no Large Broadcasting Hall do WDR em Colónia, Alemanha, na presença do compositor, que afirma que a obra foi inspirada nas composições para clarinete de Claude Debussy.
Sua ópera Medea, em homenagem a Franz Grillparzer, foi estreada na Ópera Estatal de Viena em 2010, dirigida por Michael Boder, com Marlis Petersen no papel-títular.
Em 2011 recebeu o Prêmio Ernst von Siemens de Música "pelo trabalho de sua vida".
Morreu em 13 de março de 2024, aos 88 anos, em Berlim.

## Trabalhos

### Palco
- Ein Traumspiel (libreto de Carla Henius, inspirada na peça teatral A Dream Play de Strindberg), traduzido por Peter Weiss, estreado em 20 de junho de 1965 na Casa de Ópera de Kiel;
- Die Vogelscheuchen  [de] (libreto de Günter Grass, estreado em 7 de outubro de 1970 na Deutsche Oper Berlin;[3]
- Melusina (em homenagem a Yvan Goll) (1971);
- Lear (em homenagem ar King Lear de William Shakespeare) (1978);
- Die Gespenstersonate (em homenagem a August Strindberg, A Sonata dos Espectros) (1984);
- Troades (em homenagem a As Troianas de Euripides) (1986);
- Das Schloß (em homenagem a O Castelo de Franz Kafka) (1992);
- Bernarda Albas Haus (em homenagem a A Casa de Bernarda Alba, de Federico García Lorca);
- Medea (em homenagem a parte 3 de O Velo de Ouro de Franz Grillparzer) (2010);
- L'Invisible (em homenagem as obras L'intruse, L'Intérieur e La Mort de Tintagiles de Maurice Maeterlinck) (2017).[4]

### Orquestral
- Variações para orquestra;
- Nahe Ferne (Distância Próxima);
- Cantus für Klarinette und Orchester (Cantus para clarinete e orquestra)
- Sieben Fragmente für Orchester in memoriam Robert Schumann (Sete Fragmentos para Orquestra, in memoriam Robert Schumann) (1988);
- Concerto para violino (1996).[5]

### Música vocal
- Zyklus nach Gedichten von Paul Celan für Bariton und Klavier (Ciclo baseado na poesia de Paul Celan para barítono e piano) (1956);
- Wolkenloses Christfest Requiem nach Gedichten von Otfried Büthe, dedicado a Dietrich Fischer-Dieskau e Siegfried Palm (1974);[6]
- Nachtstück II für Baryton und Klavier (1978);
- Unrevealed, Lord Byron to Augusta Leigh für Bariton und Streichquartett  (1981);
- Requiem für Sopran, Mezzosopran, Bariton, gemischten Chor und Orchester unter Verwendung des lateinischen Requiemtextes und von Versen aus dem Buch Hiob (1982);
- Shine and Dark für Bariton und Klavier (mão esquerda) (1989);
- Entsorgt für Bariton-Solo (1989);
- Eingedunkelt für Alt-Solo (Eingedunkelt para Alto Solo) (1992);
- Fünf Lieder nach Gedichten von Paul Celan für Countertenor und Klavier (Cinco canções baseadas na poesia de Paul Celan para contratenor e piano) (1994/2001);
- An Hermann für Tenor und Klavier (2008).